# Каміль Гюйсманс
Жан Жозеф Каміль Гюйсманс (26 травня 1871 , Білзен, Лімбург  — 25 лютого 1968 , Антверпен ) — бельгійський політичний діяч, один із керівників Бельгійської соціалістичної партії.

## Біографія
Народився в родині службовця. 1891 року закінчив факультет філософії та філології Льєзького університету. У 1905–1922 — секретар Міжнародного соціалістичного бюро 2-го Інтернаціоналу; посідав центристську позицію. Листувався з Леніним. У 1905⁣ — ⁣1907 роках надавав допомогу російським революційним організаціям у закупівлі зброї на бельгійських заводах.
У 1910⁣ — ⁣1965 роках мав місце у бельгійському парламенті. У 1925–1927 роках очолював міністерство науки та мистецтв. У 1927⁣ — ⁣1933 — директор і головний редактор фламандської соціалістичної газети «Волксгазет» (нід. Volksgazet). У 1933⁣ — ⁣1940 роках — бургомістр Антверпена. Під час Другої світової війни у 1940⁣ — ⁣1944 роках перебував у Лондоні.
У 1944⁣ — ⁣1946 роках знову був за бургомістра Антверпена. У 1936⁣ — ⁣1939, 1954⁣ — ⁣1958 роках очолював Палату представників. 1940 року був обраний на посаду голови Бюро Соціалістичного робітничого інтернаціоналу. У 1946⁣ — ⁣1947 роках очолював уряд Бельгії, у 1947⁣ — ⁣1949 роках був міністром просвіти. У 1955 та 1961 роках відвідав СРСР.